# 安積親王
安積親王（あさかしんのう）は、聖武天皇の第2皇子。母は県犬養広刀自。

## 来歴
神亀5年（728年）に聖武天皇の第2皇子として生まれる。同年9月13日に皇太子の基皇子が死去したため、聖武天皇唯一の皇子であり、皇太子の最も有力な候補となった。しかし、天平10年（738年）1月13日に光明皇后を母に持つ阿倍内親王（後の孝謙・称徳天皇）が立太子される。
安積親王が皇位継承者になれなかった理由として藤原氏の影響とも言われているが、藤原四兄弟の死後も皇位継承者に立てる動きがなかったことから、自身も藤原氏出身の母を持つ聖武天皇が藤原氏出身の后妃（光明皇后・藤原北夫人・藤原南夫人）が生んだ皇子を皇位継承者にする構想にこだわっていた影響を被ったとする説もある。
天平8年（736年）5月、すでに伊勢斎王になっていた姉・井上内親王のために写経をおこなっている。天平15年（743年）には恭仁京にある藤原八束の邸にて宴を開いているが、この宴には当時内舎人であった大伴家持も出席しており、家持が詠んだ歌が『万葉集』に残されている。
天平16年（744年）閏1月11日、難波宮に行啓の際、その途中に桜井頓宮で脚気になり恭仁京に引き返すが、2日後の閏1月13日に17歳で死去した。その死があまりにも急で不自然なところもあったことから、藤原仲麻呂に毒殺されたという説も根強い。

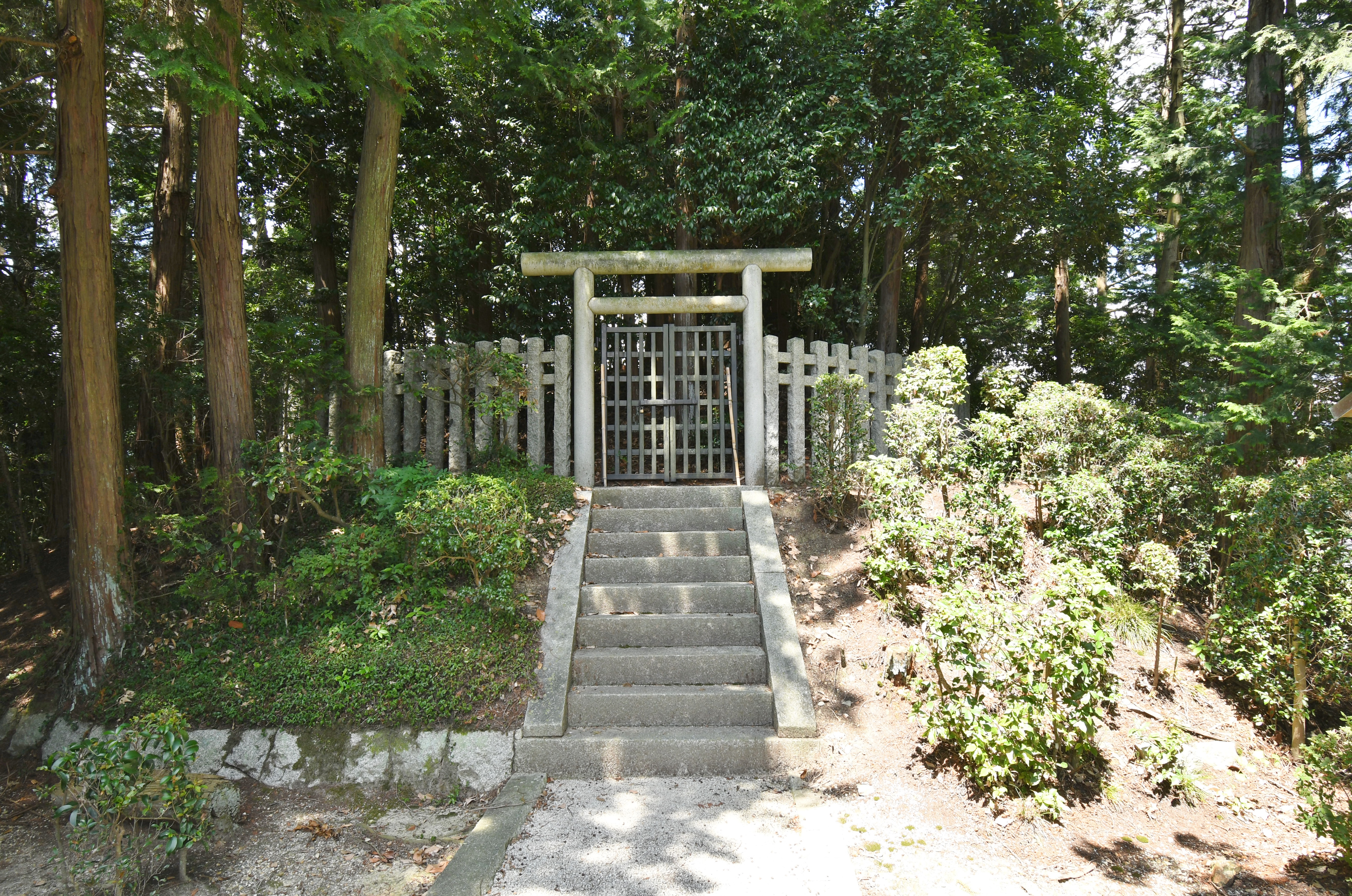
安積親王 和束墓（京都府和束町）

墓は宮内庁により「和束墓」として京都府相楽郡和束町に治定されている。

## 系譜
- 祖父：文武天皇（母方の祖父は県犬養唐）
- 父：聖武天皇
- 母：県犬養広刀自
- 姉：井上内親王・不破内親王
- 姪・甥：酒人内親王・他戸親王・氷上志計志麻呂・氷上川継

- 異母兄弟姉妹：基王・孝謙天皇